# Церква Івана Богослова (Бабин, 1771—1815)
Дерев'яна Церква Івана Богослова ордену василіян, збудована в селі Бабин (нині центр Бабинської ОТГ, Рівненського району, Рівненської області, Україна) 1771 році. Згоріла під час пожежі 6 грудня 1815 року.

## Опис
Історичний опис церкви у 1806 році:
«…Означенная Богословская церковь деревянная сосновая и на деревянном дубовомъ основании крепка на волокъ поставлена, съ замками железными длина на 22а широки на 12 высоки около 10ти локтей покрыта гонтою сосновою… съ крестами железными, окошекъ въ ней 5ь безъ решеток, въ целой церкви полъ деревянный, ошаліованна въкруг сосновыми досками, престолъ деревянный в указанную меру, жертовникъ деревянный… Церковь построенна в 1771 году, къ священнослужению способна.»

## Склад священнослужителів церкви
1796
Клюковський Василь Васильович — священник (нар.1735 — пом. до 1806)
Замойський Дмитро Іванович — дячок (нар.1774 — пом…)
1806
Клюковський Лука — священник (нар… — пом. до 1815)
Замойський Дмитро Іванович — дячок (нар.1774 — пом…)
Савчук Іван Кирилович — старший брат
Дзима Філон Пилипович — другий брат
1815
Могульський Аполоній Матвійович — священник (нар.1780 — пом…)
Хармадзей Антон Федорович — в.о. дячка (нар.1785 — пом…)
Недзельський Мусій Іванович — паламар (нар.1785 — пом…)